# Kevin Talley
Kevin Talley (nacido el 21 de mayo de 1979) es un baterista estadounidense de death metal. Él ha tocado en vivo para Dying Fetus, Misery Index y Chimaira y actualmente es el baterista de tiempo completo de las bandas Dååth y Nothnegal.

## Historia
Talley entró a The Black Dahlia Murder como baterista para presentaciones en vivo después de que a Pierre Langlois le fuera denegada la entrada a E.U. y fuera deportado a su país, Canadá. El también ha sido baterista de sesión de Soils of Fate en el 2003, con quienes lanzó Crime Syndicate. También se unió a The Red Chord para una gira en el 2006 y a Hate Eternal para una gira por Norteamérica el mismo año, después de que Derek Roddy dejara la banda por razones personales. Años atrás, en 1998, Kevin estuvo en la banda Suffocation como baterista en vivo en una gira por Norteamérica.
En marzo del 2002, Slayer necesitaba un reemplazo para Paul Bostaph. Ellos necesitaban encuentra un baterista para los ensayos de un DVD que planeaban lanzar. Kevin Talley fue seleccionado de entre otros bateristas tales como Joe Nuñez (Soulfly, Painface), Adrian Erlandsson (Cradle of Filth, ex The Haunted, ex At the Gates) y Raymond Herrera (Fear Factory, Arkaea, ex Brujería). Todos estos bateristas fueron severamente entrevistados, criticados y analizados por Kerry King en una entrevista con Close-up Magazine dos mese antes. Aunque Talley fue uno de los más apreciados en esa lista, el aún no había sido contratado porque Dave Lombardo regresó a Slayer. El video en el cual Talley aparece puede ser visto via internet.
Después de este incidente, se supo que Chimaira necesitaba a un nuevo baterista que remplazara temporalmente a Andy Herrick y Talley ocupó ese lugar. Poco tiempo después grabaron un DVD, The Dehumanizing Process, en el cual participa Talley. Kevin participó en diversas giras con Chimaira hasta principios del 2006, cuando decido dejar la banda por diferencias con los miembros de la Chimaira y el anterior barterista, Andols Herrick decidió regresar a la banda.
Él es ahora miembro de la band de death metal "Daath" y ha tocado la batería en dos canciones; "Ovum" y "War Born." En enero del 2009 anunció que sería miembro de la banda Maldiva de Blackened Death Metal, Nothnegal, aunque sin dejar a Daath.
Talley inició su propia disquera llamada "Counter Strike Records", y a mediados del 2006 firmó contrato con la banda "Blood of our Enemies".  Su álbum debut "The Eyes of a Dead Traitor" será lanado con Counter Strike Records a principios de enero del 2007. Para más detalles, consultar www.myspace.com/bloodofourenemies.
Talley también participó en la banda de Death Metal de Singapur, Absence of the Sacred con los cuales lanzó un álbum, Come Hither O' Herald of Death.

## Discografía
- Dying Fetus - Killing on Adrenaline (1998)
- Dying Fetus - Grotesque Impalement (EP) (2000)
- Dying Fetus - Destroy the Opposition (2000)
- Misery Index - Overthrow (EP) (2001)
- Misery Index - Split with Commit Suicide (EP) (2002)
- Soils of Fate - Crime Syndicate (2003)
- Misery Index - Dissent (EP) (2004)
- Chimaira - Chimaira (2005)
- Dååth - The Hinderers (2007)
- Dark Days - Screaming in Horror (2007)
- Dååth -   The Concealers  (2009)
- Absence of the Sacred - Come Hither O Herald Of Death (2009)

## Miembro de sesión
Talley ha sido miembro de sesión y en vivo para las siguientes bandas:
- Cattle Decapitation
- The Red Chord
- Decrepit Birth
- M.O.D
- The Black Dahlia Murder
- Six Feet Under
- CRS